# Mammografi

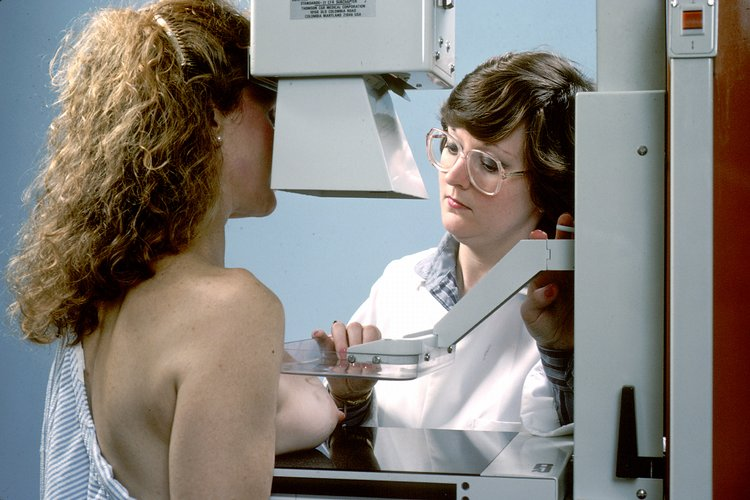
Mammografi.

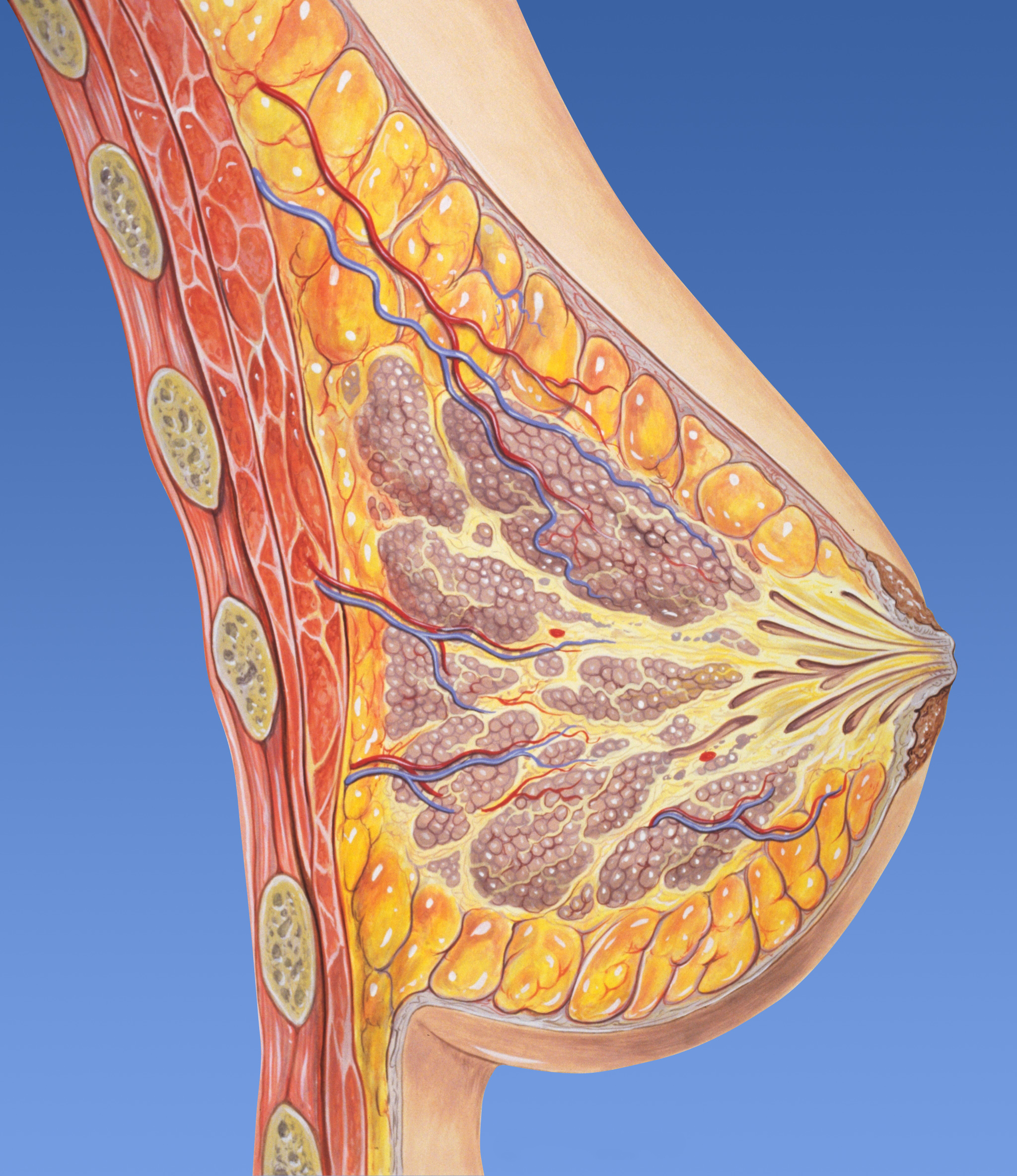
Bröstanatomi.

I den undre situationen har kollimering av strålningen skett som minskar strålningens spridning.

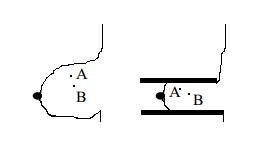
Schematisk bild över bröstkompression vid mammografi. När man komprimerar bröstet blir det större avstånd mellan punkt A och punkt B och därför kan man lättare upptäcka båda.

Mammografi är en typ av röntgenundersökning som görs för att undersöka människans bröst. Den används för att upptäcka tumörer och cystor. Mammografi har visats reducera risken för dödlighet i bröstcancer med upp till 50% för de som undersöks. Egen undersökning av brösten och läkarundersökning är också en viktig del av brösthälsovården för att minimera risken för cancer.
Mammografi är bättre för att diagnosticera vissa bröstcancervarianter än andra. Lobulära carcinom in situ och invasiva lobulära carcinom, vilka står för omkring 10% av fallen bröstcancer, upptäcks inte alltid med metoden.

## Screening och uppföljning
I många länder görs regelbunden mammografi av kvinnor i ett visst åldersintervall, så kallad screening. Screening bevisades spara människoliv i forskning av Sam Shapiro, Philip Strax och Louis Venet 1966. Vid mammografi som screeningundersökning tas ett antal bilder i olika projektioner (vinklar) för att studera bröstet. Om något avvikande hittas i dessa bilder kallas i allmänhet patienten tillbaka för en vidare undersökning. Då kan flera projektioner tas, och ofta kompletteras undersökningen med ultraljud, eller MR, av bröstet samt vävnadsprov, biopsi, från bröstet. Resultatet av detta får styra den vidare utredningen.

### Alternativa metoder
I vissa fall används även andra metoder för att undersöka bröstet, som till exempel MR-bröst, men dessa är inte alls lika allmänt spridda. De olika metoderna har olika begränsningar. En kombination av olika undersökningar är därför i allmänhet nödvändig för att en säker diagnos ska kunna erhållas.

### Sverige
I Sverige tillämpas så kallad trippeldiagnostik där palpation (undersökning av bröstet med händerna), mammografi (ofta även inkluderande ultraljudsundersökning) och vävnadsprov skall göras. Vävnadsprovet utförs endast vid misstanke om cancer.
Åldern som man gör mammografi är mellan 40 och 75 år och sker i intervaller på 1,5 till 2 år. För kvinnor yngre än 40 är bröstvävnaden mycket rika på körtelvävnad så att det är svårt att se skillnad mellan frisk och sjuk vävnad.

## Teknik

### Strålning
Som vid all annan medicinsk radiologi skapas en bild genom användning av röntgenstrålning. Styrkan i strålningen är cirka 0,1 mSv. Röntgenbilden av bröstet kallas för mammogram. Mammogrammet analyseras av röntgenläkaren för att hitta avvikelser från ett normalt bröst.
För att minimera strålningen samtidigt som man vill ha optimal svärtning av bilden för att få rätt kontraster har man en exponeringsautomatik, det vill säga en detektor. Denna detektor är placerad bakom bildmottagaren och känner av när rätt dos strålning har passerat. Detta gör att man får rätt ljusstyrka och kontrast på bilden oberoende av bröstet tjocklek, vilket även betyder att ett bröst som komprimeras mindre får mer strålning i sig än ett som komprimeras och blir plattare. Detektorn kan, på moderna mammografer, regleras så att den placeras direkt under den del av bröstet som är av intresse så att den får bäst skärpa.

### Spridd strålning
Vid all röntgenundersökning sker det en spridning av strålningen som förstör bilden. Man vill att strålningen skall gå rakt fram, annars ger spridningen upphov till att bildkvaliteten försämras drastiskt genom att hela bilden får ett mörkare och otydligare utseende. Även tjockleken på brösten påverkar den spridda strålningen och kan ge kontrastförluster på upp till 50%.
För att styra upp strålningen har man en kollimator som stoppar strålning som inte går rakt mot bröstet. Dessa kollimatorer absorberar en del av strålningen vilket gör att man måste öka stråldosen med cirka det dubbla.

### Bröstkompression
Brösten måste komprimeras, det vill säga plattas ut, för att minska strålningen som behövs för att få en tydlig bild. Eftersom bilden som blir är en tvådimensionell bild av ett tredimensionellt bröst kan man inte se höjdläget på det som finns i bröstet, därför finns det ännu en anledning till att komprimera brösten. När man komprimerar så plattas allt ut och man kan se olika saker bättre, se figuren.

## Risker och kritik
Inom medicinen har det funnits kritik mot mammografi, dels för att bilderna inte i tillräcklig grad kunnat ge en säker diagnos och dels för att röntgenstrålning är skadligt för patienten. För att minimera risken använder screeningapparaten så låg stråldos att risken för cancer är så liten att undersökningen inte anses ge någon risk.
Risken för att implantat skall gå sönder vid en undersökning är minimal eftersom man inte komprimerar dessa bröst lika mycket. man kan dock komplettera undersökningen med ultraljud för bättre säkerhet.